# Xosé Cermeño
Xosé Cermeño Baraja (La Corunya, 1959) és un guionista, director i escriptorgallec.

Començà col·laborant a la TVG el 1986 com a guionista d'O Mellor de Manuel Rivas. Fou el primer editor de la versió galega d'O Correo da Unesco

## Obra literària
- A meiga e a toupeira, 1983 (teatre)
- Ela chegou e dixo, 1984 (teatre)
- Almas perdidas, 1987 (teatre)
- Historia de Abbadón, 1991 (poemari)
- A cociña dos Vilas, 1993 (assaig)
- Ciencia de facer as camas, 1994 (narrativa)
- Os nervios da cabeza, 1994 (narrativa). Premi Cidade de Lugo

## Televisión
- Herminia da Ponte, 1989 (director)
- Roque das Goas, 1990 (director)
- Pratos combinados, 1995 (director i guionista)
- Avenida de América, 2002